# フロリス・デ・ズウォルテ
フロリス・デ・ズウォルテまたはフロリス黒伯 (オランダ語: Floris de Zwarte, 生年不詳 - 1132年10月26日) は、ホラント伯フロリス2世とペトロニラ・ファン・サクセンの次男、対立ホラント伯（1129年 - 1131年）。2度にわたり、ホラント伯位を狙って兄のディルク6世と戦った。

## 生涯

### 兄との闘争
フロリスは1129年にディルク6世に公然と反旗を翻し、母方の伯父ローマ王ロタール3世（母の異父兄）やユトレヒト司教アンドレアス・ファン・クアイクなど多くの有力者からホラント伯として承認されたが、1131年3月には兄弟で和議が成立し、フロリスはディルク6世の麾下に帰参した。ところがわずか半年後の1131年8月、フロリスは西フリースラント人によって反乱の首魁に擁立され、再びディルク6世と敵対することとなった。この反乱にはケンネメルラントの人々も参加した。1132年8月、ロタール3世の仲介により、フロリスは再びディルク6世と和解した。主を失ったフリースラント人はその後も反抗を続けたが、次第に鎮圧されていった。

### 暗殺
講和ののち、フロリスはユトレヒト司教の親族の女性と結婚するためユトレヒトに向かったが、1132年10月26日、ユトレヒト近くでヘルマンとゴットフリート・ファン・クアイクというディルク6世党の男に襲われ命を落とした。怒ったロタール3世は2人の城を徹底的に破壊し、2人を追放した。フロリスはレインスブルク修道院に埋葬された。